# Île Hermitage
 (septembre 2024).
L'île Hermitage (Hermitage Island en anglais) est une petite île située dans l’océan Indien. Elle fait partie de l’archipel de Rodrigues, lui-même une dépendance de la République de Maurice. L'île se trouve au sud de Rodrigues, à l’intérieur du lagon qui entoure l’île principale.

## Biodiversité et Environnement
L’île Hermitage, à l’instar des autres îlots du lagon de Rodrigues, abrite une faune et une flore spécifiques, notamment des espèces d’oiseaux marins et des reptiles endémiques. Elle joue un rôle important dans la préservation de la biodiversité et fait l’objet de mesures de protection pour limiter l’impact des activités humaines sur son écosystème fragile.

## Tourisme et Accès
L’île Hermitage est accessible en bateau depuis Rodrigues, mais son statut de zone protégée limite les visites et les activités touristiques afin de préserver son environnement naturel. Elle attire néanmoins des chercheurs et des écologistes intéressés par la faune et la flore locales.